# فیلون اسکندریه
فیلون اهل اسکندریه (‎/ˈfaɪloʊ/‎; یونانی باستان: Φίλων Phílōn; عبری: יְדִידְיָה הַכֹּהֵן‎، آوانگاری: Yedidia (Jedediah) کوهن; ح. 20 BCE – c. 50 CE) ‏(۳۰ قبل از میلاد–۵۰ میلادی) که به او فیلو جودیِس نیز گفته می‌شد، یک فیلسوف یهودِ هلنیستی اهل اسکندریه واقع در استان رومیِ مصر بود.
اعتقاد بر این است که اندیشهی فیلون تأثیر زیادی بر الهیات اولیه مسیحیت داشته و روش‌های او در تفسیر کتاب مقدس به طور گسترده توسط متفکران اولیه مسیحی پذیرفته شده بود. گرچه انجیل عبری در زمان او مقدس شمرده نمیشد، فیلون معتقد بود که تورات (پنج کتاب اول موسی) تحریف نشده و بدون هیچ خطایی بیانگر حقیقت است. با این حال، او معتقد بود که دو روش متفاوت برای تفسیر کتاب مقدس وجود دارد: تحت اللفظی و تمثیلی. بر اساس قواعد تفسیری فیلون، برخی آیات کتاب مقدس را نباید تحت اللفظی تفسیر کرد،  زیرا در ظاهر، آنها لایق خداوند نیستند و حتی بی معنی و متناقضاند. از نظر فیلون رویکرد تمثیلی معتبرتر بود، گرچه فقط برای معدود افراد خاصی مقدور است.  